# Shri Simha
Shri Simha (Skt. Śrī Siṃha,en tibetano: ཤྲི་སིང་ཧ།, Wyl. shri sing ha)
Shri Simha es el discípulo principal y sucesor de Manjushrimitra en el linaje de las enseñanzas del Dzogchen.

## Biografía
Nació en la ciudad china de Shokyam en Khotan. A partir de los quince años estudió las ciencias comunes como gramática y lógica durante tres años con el maestros chino Hatibhala. Cuando llegó a ser un erudito se asentó en la ciudad de Suvarṇadvīpa en el oeste, en Kashmir. En su Océano de Dichos Asombrosos, Guru Tashi Tobgyal señala que Shri Simha recibió una profecía de Avalokiteshvara mientras viajaba, diciéndole que viajara al cementerio de Sosaling con el fin de alcanzar el logro definitivo.
Contento con esta profecía, Shri Simha pensó "para comprender el fruto supremo con mayor facilidad debería también dominar los otros tantras y la vía del mantra secreto". En la montaña de cinco picos de Wu-t'ai-shan estudió todas las doctrinas externas e internas del mantra sin excepción bajo la dirección de Bhelakirti. Se ordenó monje y observó estrictamente los votos del Vinaya durante treinta años.
De nuevo el sublime Avalokiteshvara le animó repitiéndole la anterior profecía. Shri Simha pensó que debería adquirir poderes milagrosos para poder eliminar las dificultades del viaje a India. Practicó los medios del logro durante tres años hasta obtener el cuerpo de un vidyādhara.
Shri Simha viajó con poderes milagrosos a Sosaling donde se encontró con Manjushrimitra en dicho cementerio y permaneció junto a él treinta y cinco años. Después de haber transmitido todas las instrucciones orales, el gran maestro Manjushrimitra disolvió su forma corporal en una masa de luz. Cuando Shri Singha gritó desesperado y pronunció cánticos de profunda melancolía, Manjushrimitra apareció de nuevo y le confió un cofre enjoyado con sustancias preciosas. El cofre contenía las palabras finales del maestro, una instrucción clave llamada 'las Seis experiencias de la Meditación'. Tras recibir esta transmisión, Shri Singha logró la confianza definitiva. En Bodhgaya encontró los manuscritos de los tantras ocultos con anterioridad por Manjushrimitra, Shri Simha los llevó a China en donde clasificó la Sección de la Instrucciones en cuatro partes: la externa, la interna, la secreta y la más íntima e insuperable. Los tres primeros ciclos fueron destinados a aquellos que requieren elaboración y los escondió en la balconada del templo de Bodhikṣetra. Después de acuerdo con una predicción que recibió de las dakinis escondió el ciclo secreto insuperable en un pilar de Tashi Trik Go. Después se dirigió al cementerio de Siljin en donde fue venerado por espíritus salvajes, permaneciendo en meditación.
Entre los discípulos de Shri Singha destacan cuatro maestros sobresalientes: Jnanasutra, Vimalamitra, Padmasambhava y el traductor tibetano Pagor Vairotsana. En su paranirvāṇa transmitió a Jnanasutra su testamento espiritual 'Los siete clavos' (en tibetano: གཟེར་བུ་བདུན་པ, Wyl. gzer bu dbun pa).

### Canción del Logro
El logro general de la Sección de la Mente, la canción de la meditación espontánea sobre la joya preciosa, la pronunció Shri Simha en su refugio de meditación durante una fiesta de ofrecimiento (en tibetano: ཚོགས་,Wyl. tshogs, tsog).
Hum

Aunque se concibe, desafía la imaginación;

aunque se mencione, no se puede discernir;

desde el espacio básico de la vastedad alerta

resplandece una luz que no necesita buscarse.
Permanece estable e imparcialmente tranquilo

en el dharmata cuyos pensamientos no pueden ser desentrañados nunca.

Según veo, no hay ningún otro entrenamiento que este.
La punta de lanza de mi conocimiento alerta

parte en dos a mi enemigo, mis pensamientos.

Ratna kosala a hoh
(Traducción del texto extraído de Wellsprings of the Great Perfection) y publicado en 

### Otras fuentes
- Cornu, Philippe. Diccionario Akal del Budismo. Madrid: Akal Ediciones, 2004 (Edición original en francés, Seouil Eds. 2001)
- Thondup, Tulku. Masters of Meditation and Miracles. Boston: Shambhala Publications, 1996.
- Nyoshul Khenpo Jamyang Dorjé. A Marvelous Garland of Rare Gems. Junction City: Padma Publishing, 2005.